# Beňadovo
Beňadovo (in ungherese Benedikó, in polacco Benedyków) è un comune della Slovacchia facente parte del distretto di Námestovo, nella regione di Žilina.